# スピードリスニング
スピードリスニングは、日本のインターナル社が扱うMicrosoft Windows用速聴ソフト(高速音声再生ソフト)である。

## 歴史
- 平成16年5月　最初のバージョンが発売される。
- 平成22年9月　現行商品、スピードリスニング2が発売される。

## 概要
Sony Audio Studioなど従来の音声編集ソフトでは、ガウス窓とピッチシフト、ローパスフィルタを利用した計算速度重視のタイムストレッチ処理が主流であった。そのため音声変換の際にエコー、やまびこのような効果、あるいはゆがみが発生してしまい聞きづらくなってしまっていた。スピードリスニング2ではDirac Engineおよび独自のエンジンを採用することで、これらの問題を軽減しているとされる。

## 製品
発売当初からパッケージ型製品として発売されており、CD-ROM版とダウンロード版が存在する。音声編集ソフトWaveFXが付属している。

## 主な機能
- 音声倍速化機能
- CD倍速化機能
- ムービー倍速化機能
- 音声録音機能
- ターゲット設定機能